# Álvaro Maior
Álvaro Luiz Maior de Aquino, conocido simplemente como Álvaro, nació el 1 de noviembre de 1977 en Nilópolis, estado de Río de Janeiro. Es un futbolista profesional brasileño nacionalizado español que juega de defensa central. Su actual equipo es el Vila Nova Futebol Clube, del Campeonato Brasileño de Serie B. 

## Trayectoria
Jugó en muchos equipos brasileños desde 1997 hasta 2000; después fue fichado por la UD Las Palmas, donde estuvo tres años. Durante su estancia en las Islas Canarias fue encontrado culpable de inmigrante ilegal en la Unión Europea al no tener pasaporte, y pasó mucho tiempo en el borde durante 2001-02. En el 2003 firmó para el Real Zaragoza, donde jugó otros tres años. En 2006 firmó por el Levante UD, donde realizó unas magníficas temporadas.

## Clubes
| Club          | País   | Año           |
| ------------- | ------ | ------------- |
| São Paulo     | Brasil | 1997-1998     |
| América FC    | Brasil | 1998          |
| Goiás         | Brasil | 1999          |
| São Paulo     | Brasil | 2000          |
| Mineiro       | Brasil | 2000          |
| UD Las Palmas | España | 2000-2003     |
| Real Zaragoza | España | 2003-2006     |
| Levante UD    | España | 2006-2008     |
| Internacional | Brasil | 2008-2009     |
| Flamengo      | Brasil | 2009-2010     |
| Vila Nova     | Brasil | 2011          |
| Linense       | Brasil | 2012-2013     |
| Bragantino    | Brasil | 2013-Presente |

## Títulos y trofeos
- Campeonato Gaúcho: SC Internacional 2009
- Copa Sudamericana: SC Internacional 2008
- Copa del Rey: Real Zaragoza 2004
- Supercopa de España: Real Zaragoza 2004